# Heilige Familie

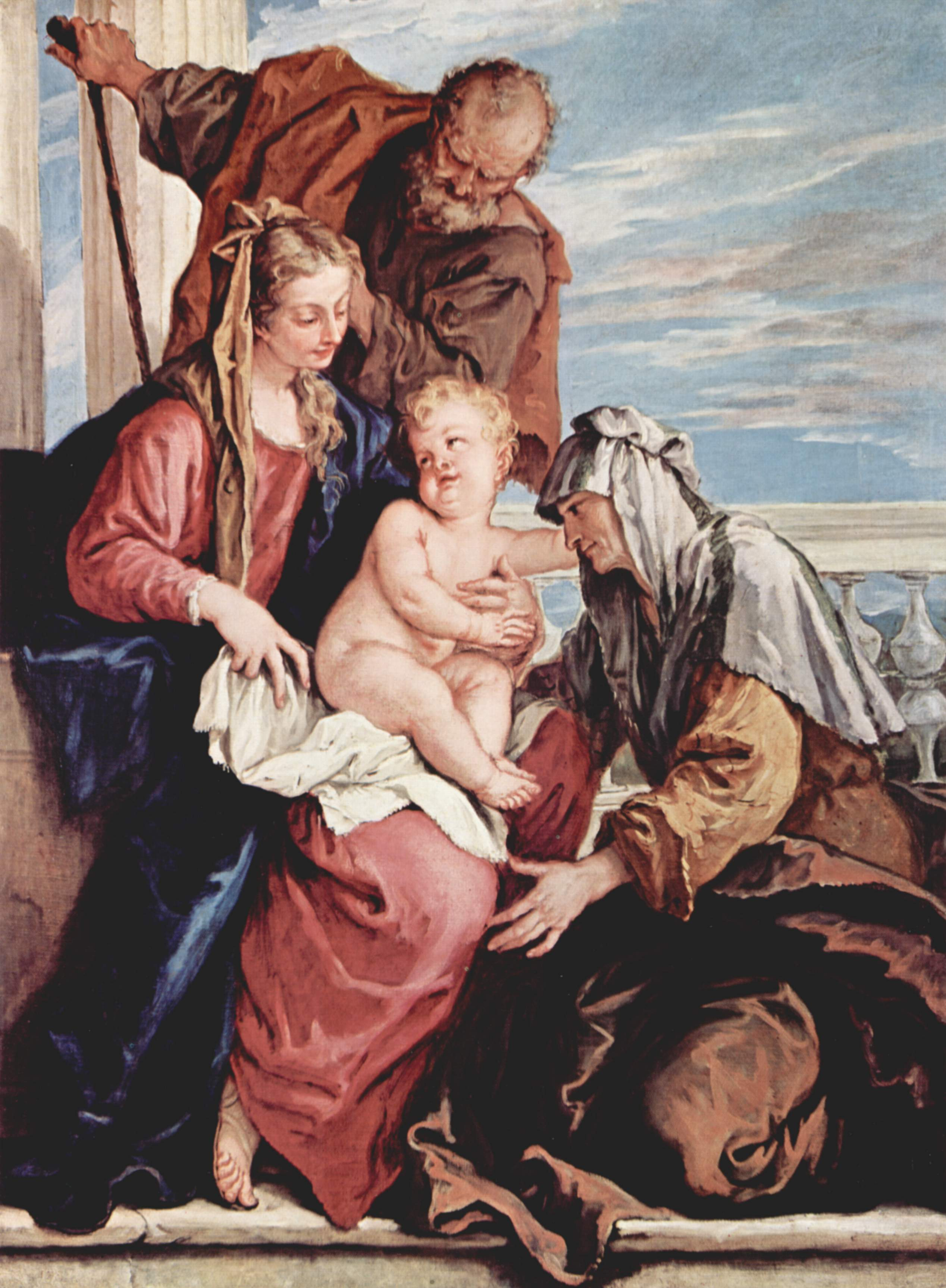
Heilige Familie met Heilige Anna (Sebastiano Ricci, 1709)

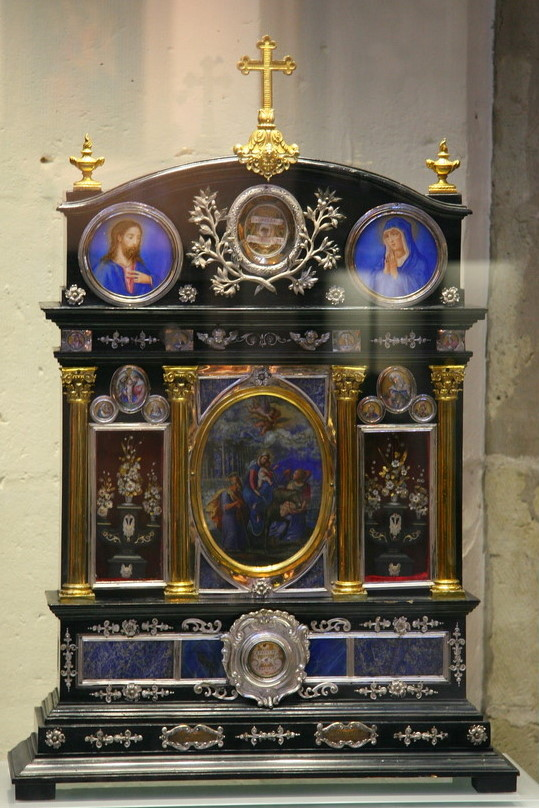
Reliekschrijn van de Heilige Familie in de kathedraal van Brussel

De Heilige Familie is de christelijke benaming voor het gezin waarin Jezus werd geboren, bestaande uit Jezus, zijn moeder Maria en voedstervader Jozef. Het beeld van de Heilige Familie is voorwerp van een bijzondere devotie in de Rooms-Katholieke Kerk. In de liturgie wordt het als een feest gevierd op de zondag onder het octaaf van Kerstmis (mogelijke data: 26 tot en met 31 december). In de jaren dat Kerstmis op een zondag valt, wordt het feest op 30 december gevierd. In de oude kalender (voor het tweede Vaticaans concilie) wordt het feest gevierd op de zondag na Epifanie.
- In 2025 wordt het feest gevierd op zondag 28 december.

De op de Heilige Familie gerichte spiritualiteit leidde in de 19e eeuw onder meer tot de oprichting van:
- de Aartsbroederschap van de Heilige Familie in 1844,
- de Missionarissen van de Heilige Familie,
- de door José Manyanet y Vives gestichte Congregatie van de Zonen van de Heilige Familie van Jezus, Maria en Jozef,
- de congregatie van de Religieuzen van de Heilige Familie van Helmet in 1856 (te Tielt in België) door de drie gezusters Van Biervliet uit Izegem en nu ook werkzaam in Latijns-Amerika en Afrika,
- de door Paola Elisabetta Cerioli gestichte congregatie, de Zusters van de Heilige Familie van Jezus, Maria en Jozef,
- In 1985 ontstonden de "Gemeenschappen van de Heilige Familie", een katholieke lekenbeweging die zich richt op (gezins)apostolaat.

Het thema van de Heilige Familie is in de kunstgeschiedenis een steeds terugkerend thema. Meestal worden Jezus, Maria en Jozef afgebeeld tegen de achtergrond van Jezus' geboorte, de aanbidding der koningen of de vlucht naar Egypte. 
In de 19e eeuw zijn vele kerken opgedragen aan de H. Familie. In België in Gent, Antwerpen en Deurne, in Nederland in Venlo, Rotterdam en Amsterdam, en in Duitsland in Berlijn en Hannover. De Sagrada Familia in Barcelona is wellicht de bekendste kerk toegewijd aan de Heilige Familie.

## Genealogie
|           |           |           |           |                   |                   |                   |                   |                                     |                                     |                                     |                                     |                                     |                                     |  |  |       |       |       |       | Joachim | Joachim | Joachim | Joachim | Joachim | Joachim |       |       | Anna  | Anna  | Anna | Anna | Anna | Anna |  |  |
|           |           |           |           |                   |                   |                   |                   |                                     |                                     |                                     |                                     |                                     |                                     |  |  |       |       |       |       | Joachim | Joachim | Joachim | Joachim | Joachim | Joachim |       |       | Anna  | Anna  | Anna | Anna | Anna | Anna |  |  |
|           |           |           |           |                   |                   |                   |                   |                                     |                                     |                                     |                                     |                                     |                                     |  |  |       |       |       |       |         |         |         |         |         |         |       |       |       |       |      |      |      |      |  |  |
| Zacharias | Zacharias | Zacharias | Zacharias | Zacharias         | Zacharias         |                   |                   | Elisabet, Maria's veel oudere nicht | Elisabet, Maria's veel oudere nicht | Elisabet, Maria's veel oudere nicht | Elisabet, Maria's veel oudere nicht | Elisabet, Maria's veel oudere nicht | Elisabet, Maria's veel oudere nicht |  |  | Jozef | Jozef | Jozef | Jozef | Jozef   | Jozef   |         |         | Maria   | Maria   | Maria | Maria | Maria | Maria |      |      |      |      |  |  |
| Zacharias | Zacharias | Zacharias | Zacharias | Zacharias         | Zacharias         |                   |                   | Elisabet, Maria's veel oudere nicht | Elisabet, Maria's veel oudere nicht | Elisabet, Maria's veel oudere nicht | Elisabet, Maria's veel oudere nicht | Elisabet, Maria's veel oudere nicht | Elisabet, Maria's veel oudere nicht |  |  | Jozef | Jozef | Jozef | Jozef | Jozef   | Jozef   |         |         | Maria   | Maria   | Maria | Maria | Maria | Maria |      |      |      |      |  |  |
|           |           |           |           |                   |                   |                   |                   |                                     |                                     |                                     |                                     |                                     |                                     |  |  |       |       |       |       |         |         |         |         |         |         |       |       |       |       |      |      |      |      |  |  |
|           |           |           |           | Johannes de Doper | Johannes de Doper | Johannes de Doper | Johannes de Doper | Johannes de Doper                   | Johannes de Doper                   |                                     |                                     |                                     |                                     |  |  |       |       |       |       |         |         |         |         | Jezus   | Jezus   | Jezus | Jezus | Jezus | Jezus |      |      |      |      |  |  |

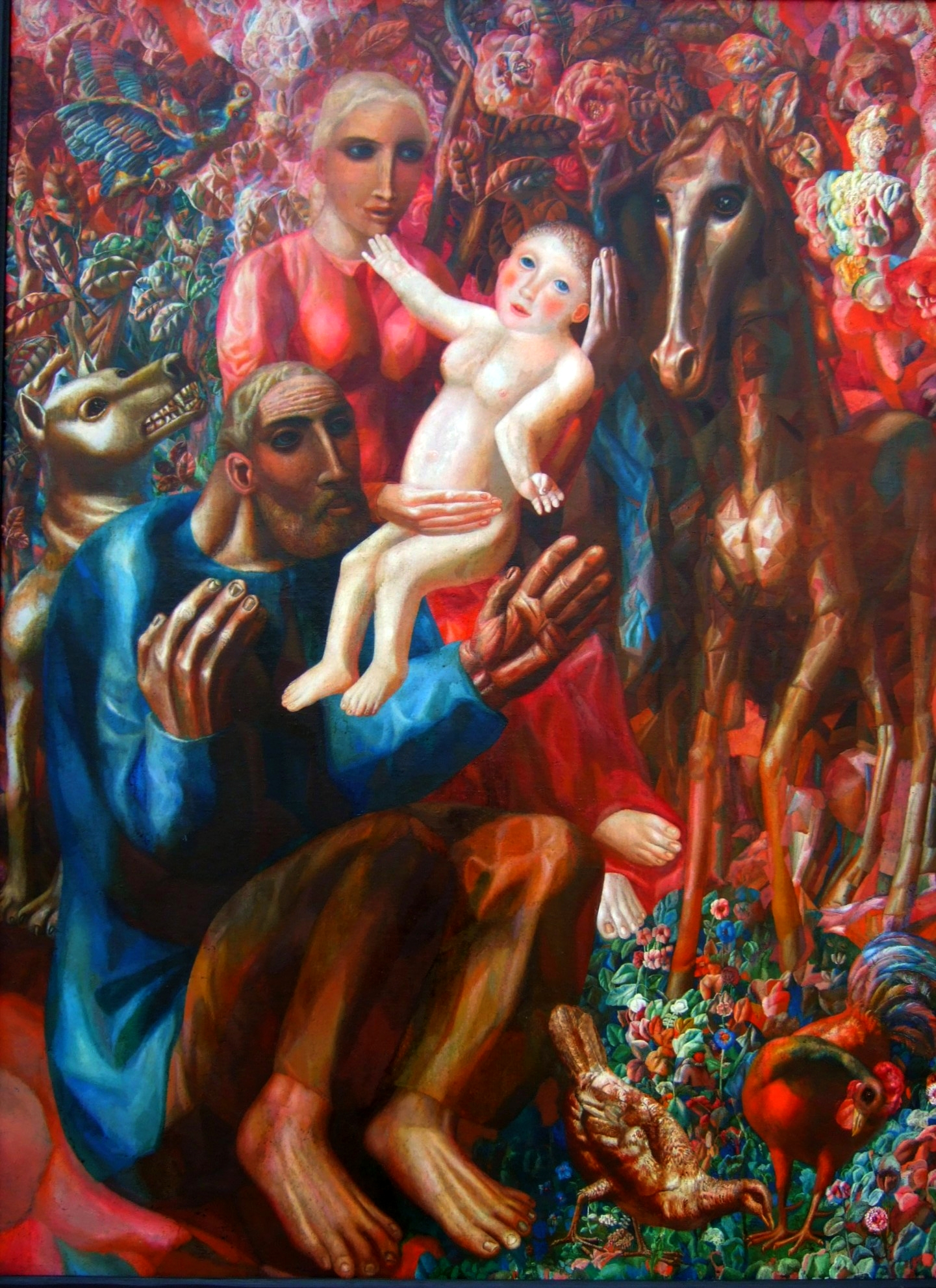
De Heilige Familie door Pavel Filonov (1914)

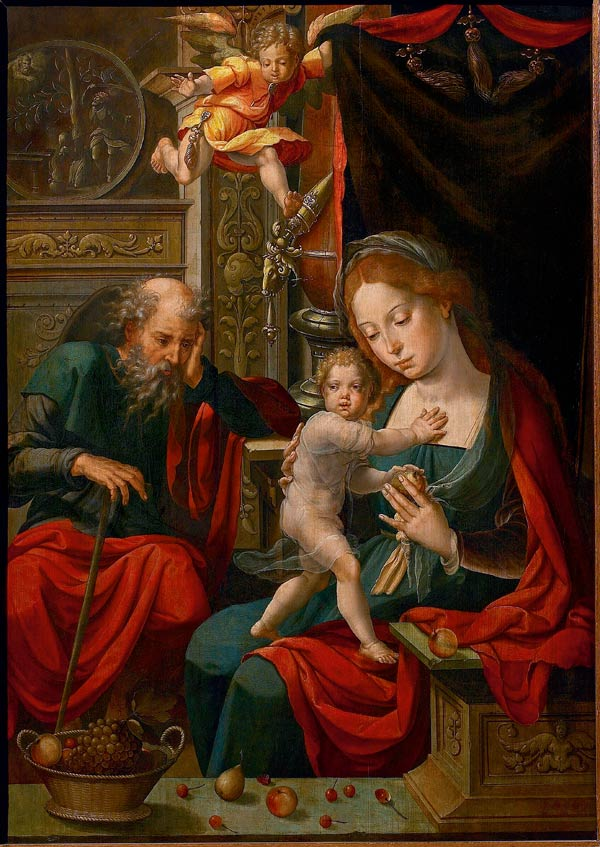
De Heilige Familie door Pieter Coecke van Aelst (ca. 1530 - 1535)

Jozef, rechtstreeks afstammend van koning David, was volgens Matteüs zoon van Jakob, volgens Lucas zoon van Eli. Volgens sommige uitleggers was Eli niet de vader van Jozef maar van Maria. Daarbij wordt opgemerkt dat Joachim en Anna niet bijbels zijn.
Aangezien zowel Jezus als zijn neef Johannes de Doper volgens de gangbare opvattingen stierf zonder nageslacht zijn er geen afstammelingen meer.
Het evangelie volgens Marcus vermeldt dat Jezus nog broers heeft gehad. In de rooms-katholieke traditie maakt men hier halfbroers of neven van, vanwege het dogma dat Maria altijd maagd was. Een van zijn broers, Jakobus de Rechtvaardige, blijkt later in de apostolische tijd een prominente positie te hebben in de christelijke gemeente.

## Voorstelling
In schilderijen uit de 14e en 15e eeuw wordt een opvallend contrast zichtbaar tussen de representaties van Maria en Jozef. Maria werd doorgaans afgebeeld als een jonge, elegante vrouw, in overeenstemming met de schoonheidsidealen van haar tijd. Jozef daarentegen verscheen vaak als een oudere man met een vermoeide, gebogen houding en steunend op een wandelstok. Deze verbeelding diende om zijn seksuele inactiviteit te benadrukken en zodoende de maagdelijkheid van Maria te onderstrepen. Vanaf de renaissance veranderde deze iconografie geleidelijk. Kunstenaars begonnen Jozef steeds vaker af te beelden als een jongere, energieke man die een actieve rol speelde in de opvoeding van Jezus. Volgens genetisch genealoog Prof. Maarten Larmuseau kreeg Jozef toen een prominentere rol als zorgzame en betrokken vaderfiguur, wat bijdroeg aan een nieuw ideaalbeeld van het gezin, waarbij de nadruk niet uitsluitend op biologische verwantschap lag, maar ook op zorg en verantwoordelijkheid binnen het huishouden.